# Gruppo Sportivo Hockey Trissino nelle competizioni internazionali
Di seguito sono elencate le partite della sezione di hockey su pista del Gruppo Sportivo Hockey Trissino nelle competizioni internazionali.

## Statistiche
| Competizione                                 | PAR | G  | V  | N | P  | F   | S   |
| -------------------------------------------- | --- | -- | -- | - | -- | --- | --- |
| Coppa CERS/WSE                               | 10  | 33 | 13 | 2 | 17 | 116 | 120 |
| Coppa dei Campioni/Champions League/Eurolega | 2   | 10 | 5  | 3 | 2  | 38  | 30  |
| Coppa Continentale                           | 1   | 2  | 1  | 0 | 1  | 7   | 7   |
| Totale                                       | 13  | 45 | 19 | 5 | 20 | 161 | 157 |

Legenda:
- PAR = partecipazioni alla competizione
- G = partite giocate
- V = vittorie
- N = pareggi
- P = sconfitte
- F = Goal segnati
- S = Goal subiti

## Coppa CERS/WSE
Coppa CERS 1988-1989
| Turno            | Partita             | Risultato |
| ---------------- | ------------------- | --------- |
| Ottavi di finale | Igualada - Trissino | 4 - 2     |
| Ottavi di finale | Trissino - Igualada | 1 - 3     |

Coppa CERS 1990-1991
| Turno            | Partita                  | Risultato |
| ---------------- | ------------------------ | --------- |
| Ottavi di finale | Remscheid - Trissino     | 2 - 2     |
| Ottavi di finale | Trissino - Remscheid     | 10 - 2    |
| Quarti di finale | Trissino - Reus Deportiu | 4 - 2     |
| Quarti di finale | Reus Deportiu - Trissino | 5 - 2     |

Coppa CERS 1993-1994
| Turno            | Partita         | Risultato |
| ---------------- | --------------- | --------- |
| Ottavi di finale | Trissino - Flix | 4 - 7     |
| Ottavi di finale | Flix - Trissino | 9 - 1     |

Coppa CERS 1998-1999
| Turno            | Partita                    | Risultato |
| ---------------- | -------------------------- | --------- |
| Ottavi di finale | Liceo La Coruña - Trissino | 5 - 4     |
| Ottavi di finale | Trissino - Liceo La Coruña | 2 - 3     |

Coppa CERS 2000-2001
| Turno            | Partita                | Risultato |
| ---------------- | ---------------------- | --------- |
| Ottavi di finale | Trissino - Scandianese | 4 - 2     |
| Ottavi di finale | Scandianese - Trissino | 2 - 2     |
| Quarti di finale | Noia - Trissino        | 8 - 0     |
| Quarti di finale | Trissino - Noia        | 3 - 5     |

Coppa CERS 2007-2008
| Turno       | Partita           | Risultato |
| ----------- | ----------------- | --------- |
| Primo turno | Lloret - Trissino | 6 - 1     |
| Primo turno | Trissino - Lloret | 5 - 3     |

Coppa CERS 2008-2009
| Turno       | Partita                | Risultato |
| ----------- | ---------------------- | --------- |
| Primo turno | Oliveirense - Trissino | 6 - 4     |
| Primo turno | Trissino - Oliveirense | 4 - 3     |

Coppa CERS 2014-2015
| Turno            | Partita                   | Risultato |
| ---------------- | ------------------------- | --------- |
| Primo turno      | Trissino - Noisy-le-Grand | 8 - 4     |
| Primo turno      | Noisy-le-Grand - Trissino | 4 - 1     |
| Ottavi di finale | Igualada - Trissino       | 3 - 2     |
| Ottavi di finale | Trissino - Igualada       | 3 - 4     |

Coppa CERS 2016-2017
| Turno            | Partita                    | Risultato |
| ---------------- | -------------------------- | --------- |
| Primo turno      | Trissino - Düsseldorf Nord | 6 - 3     |
| Primo turno      | Düsseldorf Nord - Trissino | 1 - 8     |
| Ottavi di finale | SCRA Saint-Omer - Trissino | 4 - 3     |
| Ottavi di finale | Trissino - SCRA Saint-Omer | 5 - 3     |
| Quarti di finale | Caldes - Trissino          | 4 - 3     |
| Quarti di finale | Trissino - Caldes          | 2 - 5     |

Coppa WSE 2019-2020
| Turno            | Partita                    | Risultato           |
| ---------------- | -------------------------- | ------------------- |
| Primo turno      | Trissino - Diessbach       | 3 - 1               |
| Primo turno      | Diessbach - Trissino       | 2 - 4               |
| Ottavi di finale | Juventude Viana - Trissino | 3 - 0               |
| Ottavi di finale | Trissino - Juventude Viana | 3 - 0 (3-2 ai rig.) |
| Quarti di finale | Trissino - Dornbirn        | 10 - 2              |

## Coppa dei Campioni/Champions League/Eurolega
Coppa dei Campioni 1978-1979
| Turno       | Partita              | Risultato |
| ----------- | -------------------- | --------- |
| Primo turno | Trissino - Remscheid | 5 - 6     |
| Primo turno | Remscheid - Trissino | 7 - 6     |

Eurolega 2021-2022
| Turno         | Partita                   | Risultato           |
| ------------- | ------------------------- | ------------------- |
| Fase a gironi | La Vendéenne - Trissino   | 2 - 5               |
| Fase a gironi | Trissino - Amatori Lodi   | 2 - 1               |
| Fase a gironi | Sporting Tomar - Trissino | 3 - 3               |
| Fase a gironi | Trissino - Sporting Tomar | 4 - 4               |
| Fase a gironi | Trissino - La Vendéenne   | 2 - 1               |
| Fase a gironi | Amatori Lodi - Trissino   | 2 - 3               |
| Semifinali    | Trissino - Sarzana        | 4 - 0               |
| Finale        | Trissino - Valongo        | 4 - 4 (3-1 ai rig.) |

WSE Champions League 2022-2023
| Turno            | Partita                | Risultato            |
| ---------------- | ---------------------- | -------------------- |
| Fase a gironi    | Porto - Trissino       | 3 - 3                |
| Fase a gironi    | Trissino - Sarzana     | 7 - 3                |
| Fase a gironi    | Noia - Trissino        | 4 - 4                |
| Fase a gironi    | Trissino - Noia        | 9 - 5                |
| Fase a gironi    | Sarzana - Trissino     | 2 - 4                |
| Fase a gironi    | Trissino - Porto       | 6 - 2                |
| Quarti di finale | Trissino - Oliveirense | 5 - 5 (6 - 8 d.t.r.) |

## Coppa Continentale
Coppa Continentale 2022-2023
| Turno      | Partita              | Risultato |
| ---------- | -------------------- | --------- |
| Semifinale | Trissino - Follonica | 6 - 5     |
| Finale     | Trissino - Valongo   | 1 - 2     |